# Muay Thái
Muay Thái (tiếng Thái: มวยไทย, IPA: mūɛj tʰāj) là một môn võ thuật cổ truyền đồng thời là một môn thể thao phổ thông của Thái Lan. Người phương Tây gọi môn này là Thái quyền (Thai boxing), tuy nhiên nó khác nhiều so với môn quyền Anh (boxing) của phương Tây. Dưới triều đại quốc vương Naresuan, tất cả binh lính đều được rèn luyện võ thuật này, xem như điển hình trong cuộc chiến tay không chống trả với địch. Binh sĩ Xiêm La phải ôn luyện thực hành để tranh tài với nhau tại từng địa phương hay từng vùng. Không chỉ riêng thailand và Thái mới có môn võ này, ở mỗi quốc gia trong khu vực Châu Á cũng có Muay, thế nhưng ở mỗi quốc gia, tên gọi Muay có sự khác biệt. 
- Ở Malaysia gọi là Tomoi
- Ở Indonesia gọi là Gelut Galuh; Benjang

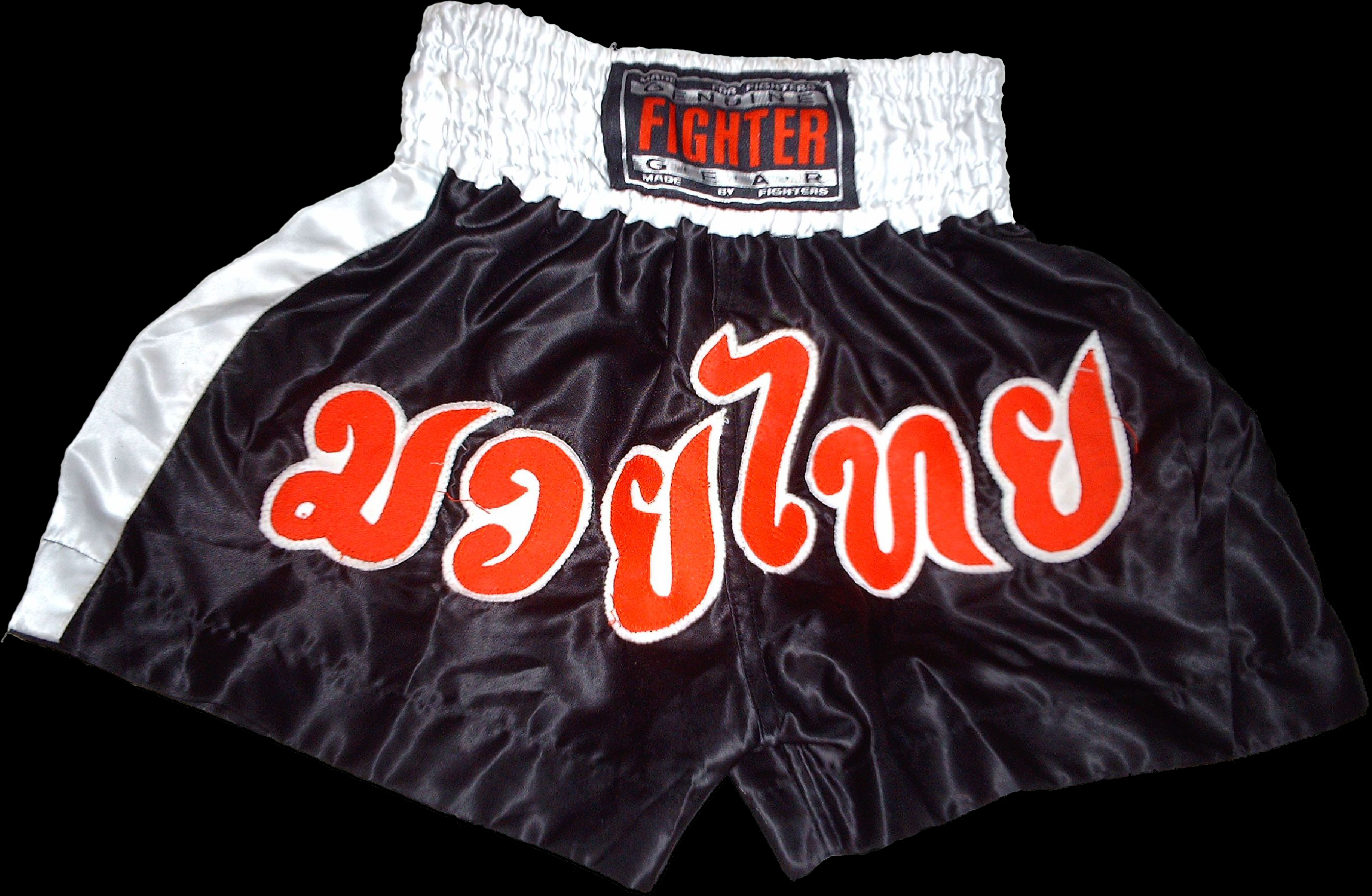
Quần soọc thi đấu Muay Thái dành cho nam

- Ở Myanmar gọi là Lethwei
- Ở Lào gọi là Muay Lào

## Lịch sử
Giống với những môn võ trong khu vực Đông Nam Á như Pencak silat hay Arnis, Muay cũng là một hình thức chiến đấu cổ xưa của một đại bộ phận dân tộc được đúc kết qua các cuộc chiến. Cho đến nay vẫn chưa có tài liệu nào chứng minh được nguồn gốc của Muay Thái, hiện nay sự tranh cãi vẫn nằm trên 4 quốc gia hiện đại là Myanmar, Thái Lan, Campuchia và Lào.

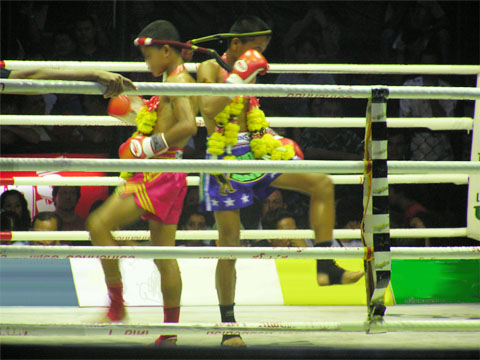
Những vũ điệu mang tính chất tôn giáo trước giờ khai trận.

Trước khi môn thể thao có đầy đủ tiêu chuẩn thi đấu, thời xa xưa võ sĩ không được mang vật dụng che chở như găng tay. Quả vậy, lúc bấy giờ các đấu thủ thường ở trần mặc khố, hỗ trợ những cú đấm bằng bàn tay theo lối dùng rượu pha nước nóng tẩm lên, giúp đôi tay chai lì. Đầu đội mongkhon, hay mongkol, và pra jiad thường được đeo vào cánh tay trước khi trận đấu bắt đầu. Chúng có nguồn gốc khi Xiêm La đang trong tình trạng chiến tranh liên miên.  dù cho mục tiêu bị lệch đi, tạo ra sự cọ xát và làm bỏng da. Vào năm 1700, môn thể thao Muay Thai đã phổ biến trong quần chúng, những trại huấn luyện được dựng lên khắp các vùng đất nước. Vào đầu thế kỷ 20, môn thể thao Muay Thái được dân chúng công nhận là một hình thức nghệ thuật và thường được công diễn phục vụ trò tiêu khiển tại các lễ hội, nơi đền đài tráng lệ. Năm 2007, Muay Thái chính thức thi đấu trong Đại hội Thể thao Đông Nam Á 2007 diễn ra tại tỉnh Nakhon Ratchasima.
Khi Muay Thai phát triển thành môn thể thao có tổ chức quy củ, luật lệ được hường dẫn khái quát vào năm 1930,đúng tiêu chuẩn của nó, được dựa trên luật quốc tế về môn Quyền Anh. Sức nặng của võ sĩ giới hạn đúng ấn định và một cuộc thi tài chia làm 10 trận đấu, kéo dài từ 5 đến 3 phút, và hai phút cho những võ sĩ tranh tài giữa mỗi hiệp đấu. Võ sĩ yêu cầu được mặc quần soọc màu xanh hay đỏ và mang găng tay. Có vài truyền thống được giữ lại: ngay cả ngày nay, mặc dù võ sĩ không mang giày, nhưng họ yêu cầu đôi chân của họ được bao bọc kỹ càng.

### Trận đấu theo nghi thức tôn giáo

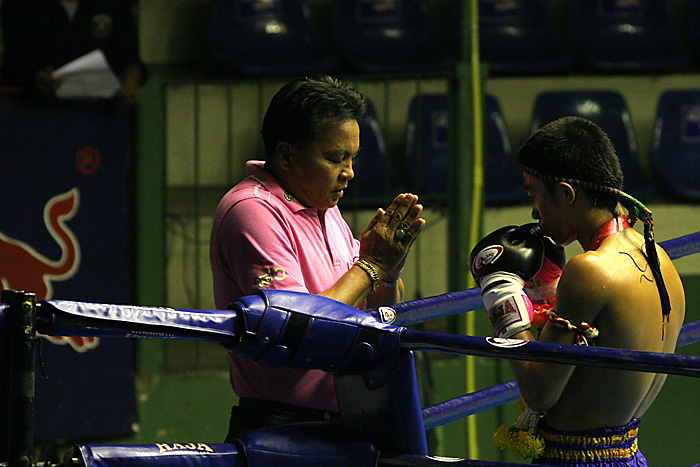
Một nghi thức cầu nguyện trước trận đấu

Muay Thai là môn thể thao có tính cách tâm linh và theo đúng nghi thức tôn giáo cao cả. Võ sĩ được các vị sư dạy dỗ tài nghệ, ban cho một danh xưng riêng, được sáp nhập vào các danh sách các đệ tử thọ giáo nơi võ đường. Trước giờ giao đấu, các võ sĩ tranh tài cúi mình cung kính quay về hướng nơi mình chào đời (nghi thức này được gọi là Ram Muay), sau đó quay theo bốn hướng, để tỏ lòng tôn kính các bậc thầy cố sức huấn luyện và thần linh võ đài (nghi thức này được gọi là Wai Kru).

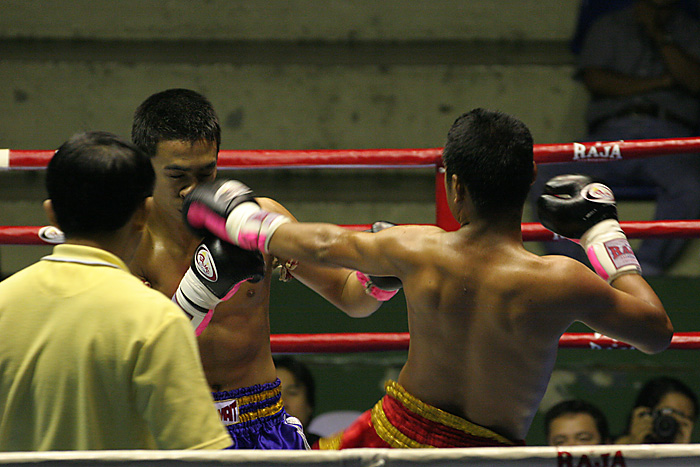
Một trận đấu Muay Thái Lan

Để bổ sung cho tiếng kèn ô-boa của người Thái, có nhạc khí như đánh trống, khiến các võ sĩ nhảy múa một cách chậm rãi quanh võ đài, bằng cách đều chỉnh những động tác tỏ lòng biết ơn và cũng được phục vụ việc khởi động để chuẩn bị trận đấu. Mỗi một võ sĩ có động tác riêng về vũ điệu của mình, được nhập vào những cử động biểu lộ nghi thức tôn giáo từ những hoạt động nơi vũ môn mình được huấn luyện.

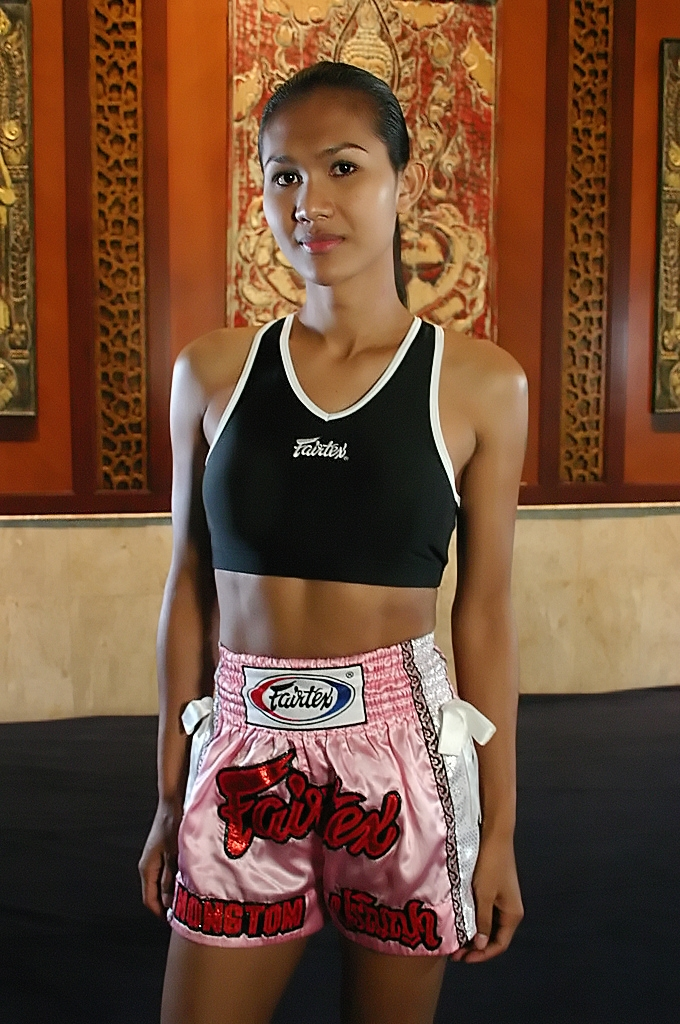
Một kiểu đồng phục của Muay Thái dành cho nữ

Mặc dù hiện thời không thấy rõ, nhưng võ sĩ Thái mỗi lần lên đài đều quấn một sợi dây thừng nhỏ quanh đầu của mình đúng như truyền thống. Theo niềm tin xa xưa, sợi dây thừng quấn quanh đầu võ sĩ có thể cất đi trong sàn đấu do các vị hướng dẫn hay các vị sư dạy võ đảm trách, các vị này là người ban phúc lành cho võ sĩ trước khi trận đấu bắt đầu.

## Quy tắc trận đấu
Khi hai đấu thủ giao đấu, chỉ còn băng phải quấn hai tay và một tượng Phật nhỏ được dính vào tay để hộ mệnh, nhờ các thần thánh thiêng liêng che chở. Tất cả mọi bộ phận cơ thể được sử dụng trong các miếng võ của Muay Thái – cú đấm nảy lửa, dùng đầu gối tấn công địch thủ ngay sườn, bụng và hông, dùng chân nhảy đá song phi - tất cả làm cho đối phương đo ván. Mặc dù những cú đấm xem như thứ vũ khí tiện lợi nhất, nhưng đạt nhiều điểm thưởng lại do sự đánh giá trong việc ứng dụng đầu gối hạ đối phương.

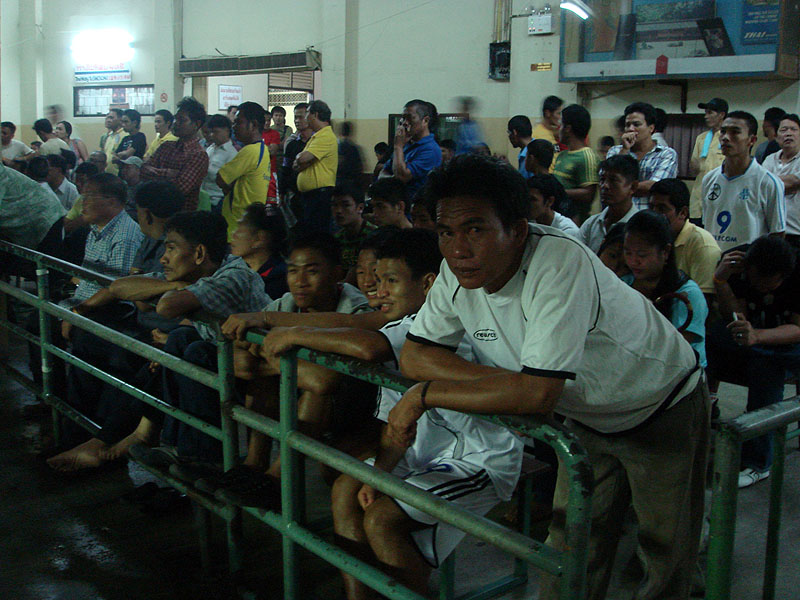
Khán giả xem Muay Thái trong sân vận động Ratchadamnoen

Dùng khuỷu tay là đòn ấn tượng đánh gục đối thủ, dùng sức lao thẳng đến trán cao của địch thủ, thích hợp hơn nhắm vào đôi mắt của địch thủ, như thế phải làm đối phương yếu thế. Những cú đánh có thể gây cho đối thủ tử vong, đặc biệt nhất những cú đánh vào cổ đối phương.

## Muay Thái tại Bangkok
Tại thủ đô Bangkok có hai sân vận động chủ yếu dành riêng cho môn thể thao Muay Thái: 
- Sân vận động Rachadamnoen: gần đài kỷ niệm Dân chủ mở cửa vào lúc 6 giờ chiều tối thứ hai, thứ tư, thứ năm và 5 giờ chiều chủ nhật; điện thoại: 281. 4205/281. 0879, đây là sân vận động cũ kỹ.
- Sân vận động Lumphini: nằm trên đại lộ Rama IV, mở cửa vào lúc 6 giờ chiều các ngày thứ ba, thứ sáu, thứ bảy; điện thoại: 251. 4303.

## Muay Thái tại các nơi khác
Môn thể thao Muay Thai trở thành phổ thông trong quần chúng và ngày càng tăng lên một cách nhanh chóng vào năm 1990 cho đến hiện nay.

## Muay Thái với quốc tế
Một số lớn người nước ngoài hâm mộ môn thể thao này đến Thái Lan học hỏi và thực hành. Ngoài ra, Muay Thái đã hiện diện tại Pháp và Bỉ, cũng như tại Hoa Kỳ. Tại các quốc gia này có nhiều trường học dựng lên để giúp giới thanh niên rèn luyện thể lực và ý chí về Muay Thái. Những trận giao đấu quốc tế đã được tổ chức tại Thái Lan một cách đều đặn giữa đấu thủ địa phương và đấu thủ nước ngoài, bằng những cuộc tranh tài chiếu trên truyền hình.

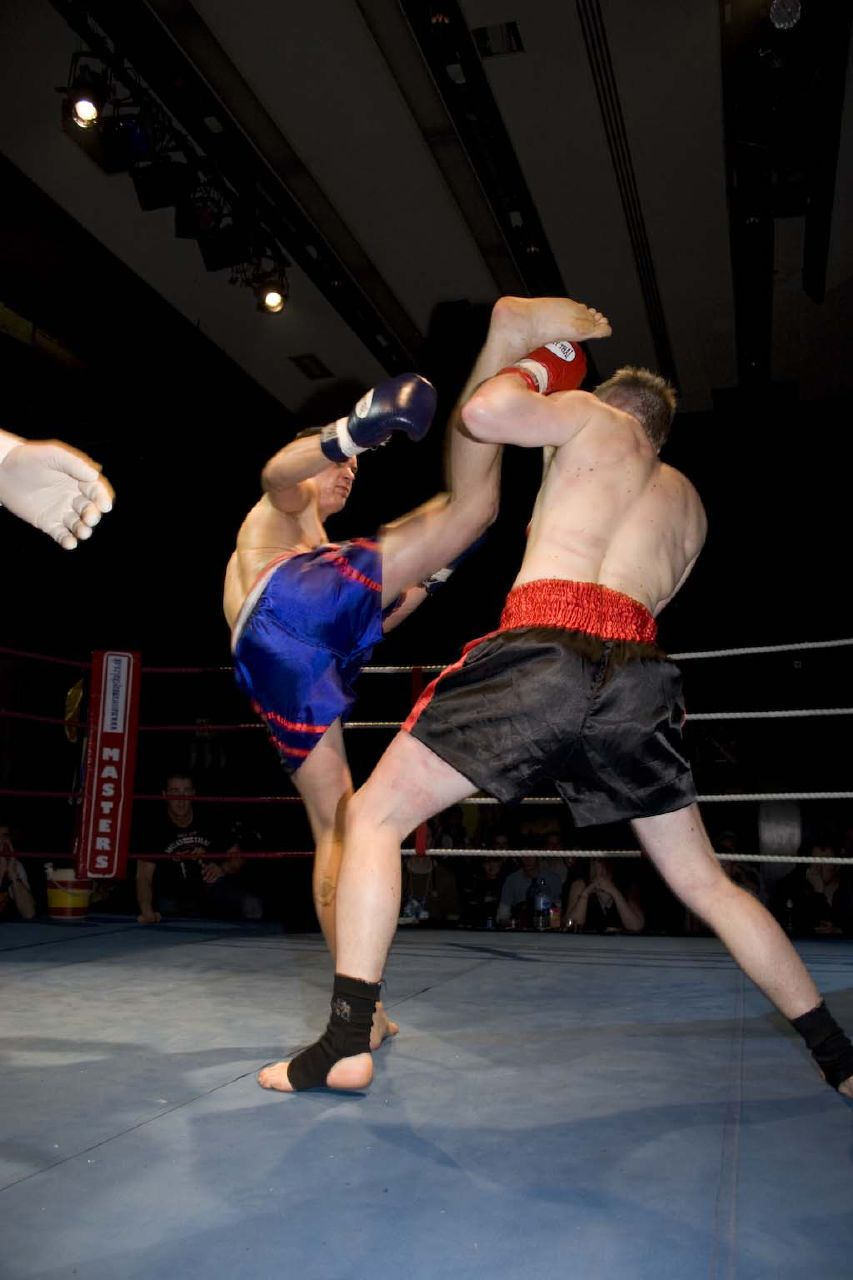
Một trận đấu Muay Thái của người nước ngoài

## Muay Thái trong điện ảnh
Có rất nhiều bộ phim đưa Muay Thái vào màn bạc, ngoài Thái Lan vốn là nước sản xuất nhiều bộ phim nói về Muay nhất thì còn có rất nhiều hãng phim nước ngoài làm về đề tài này, có thể kể tên dưới đây:
- Bộ phim Never Back Down sản xuất năm 2007 có sự diễn xuất của 2 diễn viên Ryan McCarthy và Jake Tyler với các màn biểu diễn Muay Thái.
- Năm 2004, diễn viên chuyển đổi giới tính Asanee Suwan với vai diễn một đấu sĩ Muay chuyển đổi giới tính của đạo diễn Parinya Charoenphol trong phim Beautiful Boxer – Sắc đẹp của cú đấm. Bộ phim gây được tiếng vang và đoạt nhiều giải thưởng.
- Năm 1971 hãng Shaw Brothers Studio Film, với bộ phim Duel of Fists, của nam ngôi sao Ti Lung nói về Muay Thái của đạo diễn David Chiang.
- Người đàn ông với cây súng vàng – The Man With The Golden Gun, nổi tiếng với sự tham gia của nam diện viên James Bond cũng có sự xuất hiện của Muay Thái trong phim.
- Bộ phim Ong-Bak, hay Truy tìm bức tượng Phật gồm có 3 phần với sự tham gia diễn xuất của nam diễn viên Tony Jaa, đây là bộ phim nói về Muay Thái truyền thống với những cú đấm chết người. Trong Ong-Bak 2, Tony Jaa trình diễn một loại võ thuật với tên gọi là Muay Khon - múa trước khi chiến đấu
- Bộ phim Chok Dee nói về Muay Thái ở Bangkok.
- Bộ phim Kickboxer có sự tham gia của diễn viên Jean Claude van Damme
- Bộ phim Bẫy rồng có sự tham gia của diễn viên Johnny Trí Nguyễn bao gồm các pha hành động dử dụng Muay Thai được trình bày bởi Francisco Xavier - một người Pháp dạy Muay Thái tại Thành phố Hồ Chí Minh
- Hài kịch Vân Sơn in Thái Lan ở đoạn gần cuối, một nam diễn viên trình bày vũ điệu Ram Muay của Muay Thái trước khi đánh nhau
- Bộ phim Born to fight, có sử dụng Muay Thái trong những pha hành động
- Bộ phim Muay Chaiya sản xuất năm 2007, có nhắc đến Muay Thái ở Chaiya và Bangkok
- Trong loạt phim truyền hình Huyền thoại Lý Tiểu Long, Lý Tiểu Long đã đấu với 2 võ sĩ Muay Thái
- Trong loạt phim truyền hình Vó ngựa trời Nam kể về cuộc đời của Huỳnh Văn Nghệ, có đoạn một võ sĩ Muay Thái tấn công danh nhân này
- Bộ phim Honor, tên tiếng Việt là "Danh dự", ở đoạn đầu có cảnh giao đấu giữa một võ sĩ Muay Thái với một võ sĩ Taekwondo

## Muay Thái trong trò chơi điện tử
- Trò chơi Street Fighter (ストリートファイター, Sutorīto Faitā) hay "SF" là trò chơi điện tử của Nhật Bản có sử dụng Muay Thái trong trò chơi bằng các võ sĩ đấu trực tiếp. Bản này được nâng cấp gồm nhiều phiên bản. Phiên bản năm 1987 với tên gọi "Street Fighter", năm 1992 với tên gọi Street Fighter II, Năm 1993 với tên gọi "Super Street Fighter II", năm 1995 với tên gọi "Street Fighter Alpha", năm 1996 với tên gọi "Street Fighter EX", năm 1997 với tên gọi "Street Fighter III", và phiên bản gần đây nhất năm 2008 là "Street Fighter IV".
- Trò chơi Virtua Fighter (バーチャファイター,Baachafaitaa) với nhân vật Brad đến từ Italia có phong cách hào hoa, cũng sử dụng các chiêu thức của Muay Thái.
- Trò chơi "World Heroes ", phiên bản 2 của hãng Alpha Denshi, SNK xuất bản năm 1992.
- Ngoài ra còn có các trò chơi: King of Fighters, Fatal Fury,Ehrgeiz, God Hand, Tekken
- Trò chơi Liên Quân Mobile (Arena of Valor) đã cho ra mắt bộ trang phục "Muay Thái" dành cho vị tướng Raz. Đây là một bộ trang phục bậc SS, có giá 999 quân huy. Bộ trang phục này được thay đổi hoàn toàn hiệu ứng kĩ năng và đánh thường, có thêm hiệu ứng biến về và lồng tiếng Thái.
- Trò chơi free fire với bộ võ sĩ Muay thái của nhân vật KLA
- Trò chơi Liên Minh Huyền Thoại có một bộ trang phục dành cho vị tướng Lee Sin tên là "Quyền Thái". Trong skin này, vị tướng quấn băng tay, chân và mặc quần boxer màu xanh dương, khá giống với võ sĩ Muay Thái ngoài đời.

## Muay Thái trong truyện tranh
- Trong bộ truyện tranh dài tập Bảy viên ngọc rồng, có sự xuất hiện của hai nhân vật Muay Thái, đó là Draculaman - đệ tử của bà phù thủy Hạt mít và Pamput- một võ sĩ tham gia đại hội võ thuật trong truyện.
- Trong bộ truyện tranh dài tập Truyền nhân Atula, có sự xuất hiện của Muay Thái qua những đòn thế và luyện tập của các nhân vật trong truyện.